# Varvsindustrin i Västerbotten
Varvsindustrin i Västerbotten var en epok i Västerbottens industrihistoria som varade samtidigt som den västerbottniska bruksindustrin och sågverksindustrin, från 1700-talets mitt tills ångdrivna fartyg utkonkurrerade segelfartygen på 1800-talets slut. Det första västerbottniska varvet anlades i Kåge på 1500-talet, men dess storhetstid inföll under 1800-talet.
Skeppsvarven präglade den västerbottniska kusten i hög grad och var på sin tid en viktig näring och förutsättning för landskapets industrialisering. Varvsindustrin i Västerbotten sammanfaller också med barkriggens historia, ett skepp som möjligen föddes i Västerbotten.
De viktigaste varvsägarna i Västerbotten var släkterna Forssell, Glas, Scharin, Häggström, Franzén och Markstedt & Söner.

## Förutsättningar
Den västerbottniska bruksindustrin uppstod som ett resultat av att det bottniska handelstvånget försvann 1765, och förutsatte att bruksägarna hade möjlighet att frakta varorna de producerade. Bruksindustrin i landskapet växte fram trots att landskapet saknade råvarutillgångar, eftersom det fanns mycket skog till kolning och strömt vatten till drift. Varorna som producerades vid bruken och sågverken forslades ut till havskusten och fraktades därefter med segelskepp till köpare. Västerbotten var också en stor producent av tjära som behövde fraktas.
Tillgången till skog och smiden och nödvändigheten att frakta varorna vattenledes var orsaken att skeppsvarven uppstod, men varvsindustrin kom sedermera att bli en egen verksamhet som tillverkade skepp som också såldes utanför landskapet.
Bottniska handelstvånget hade också förbjudit skeppsbyggen över en viss storlek, men från 1765 kunde alltså bruksägare och handelsmän bygga sina egna fartyg. Samtidigt fick Umeå stapelrätt och kunde handla med vilken stad de ville.

## De första västerbottniska skeppen
På 1500-talet tillverkades mindre skepp i Kåge för statens transporter, men på grund av regleringar i fråga om hur stora skepp man fick bygga, blev industrin inget viktigare näring i Västerbotten.
I Abraham Hülphers beskrivningar om Umeå framgår att innan barkriggar byggdes skutor i klinkteknik, det vill säga med samma teknik som småbåtar byggs. Kunskapen om skeppsbyggen kom från Österbotten och för skeppsindustrin tillkallades en Abraham Rönqvist därifrån för att lära ut kravellteknik.
Det första större skeppet som byggdes i Västerbotten var skonerten Friheten om 50 läster, tillverkad 1767 av skeppsbyggmästare Anders Rönqvist för Olof Malmerfeldt. Samma år tillverkade samme skeppsbyggmästare snauskeppet St Olof om 112 läster för Forssell. St Olof var länge Västerbottens skepp för Medelhavshandel.
Den första barkrigg som byggdes i Västerbotten var Åkers bruk som byggdes 1783 i Bergskäret, Lövånger av skeppsbyggmästare Nils B. Holm för J.D. von Wahrendorff. Detta brukar ibland hållas som den första eller en av de första barkriggarna i världen. Det växte så småningom upp skeppsvarv vid mer än 20 platser vid Västerbottenskusten, och vid vart och ett av dessa sjösattes minst ett skepp per år. Produktionen var inriktad på skonertskepp, tremastade fullriggare, tremastad bark, galeas, haxar, briggar och snaubriggar.

## Skeppsbyggmästarna
48 skeppsbyggmästare är kända till namnet i Västerbotten, och de var som regel verksamma vid olika skeppsvarv och verkar ha anlitats för ett skepp åt gången. Omkring 200 västerbottentillverkade större segelskepp är kända. 
Anders Rönqvist byggde fyra skepp i Västerbotten, de första stora sådana. I Skellefteå blev familjen Sandström under 1800-talet de mest framträdande skeppsbyggmästarna, men de byggde också skepp i Umeå, Piteå, Skeppsvik, med fler ställen. Exempelvis hade Johan Sandström Carlgårds varv och sonen Nicanor Sandström Strömsörs varv. Vid Sikeå och Robertsfors var Olof Petter Åberg verksam som skeppsbyggmästare, med 19 skepp byggda åren 1865–1886 för petersenska rederiet, samt en slup för Olof Forssell och barkskeppet Anna för André Oscar Wallenberg. Skeppsbyggmästare Olof Jonsson, född 1823 på Västerteg söder om Umeå, var en av de mest namnkunniga skeppsbyggmästarna, och började sitt värv vid Oscarsvarv på Teg. Han byggde Carl von Döbeln 1866, den sista barkriggen som tillverkades i Umeå och den första med stålrigg.

## Skeppsvarv

### Tegsvarven

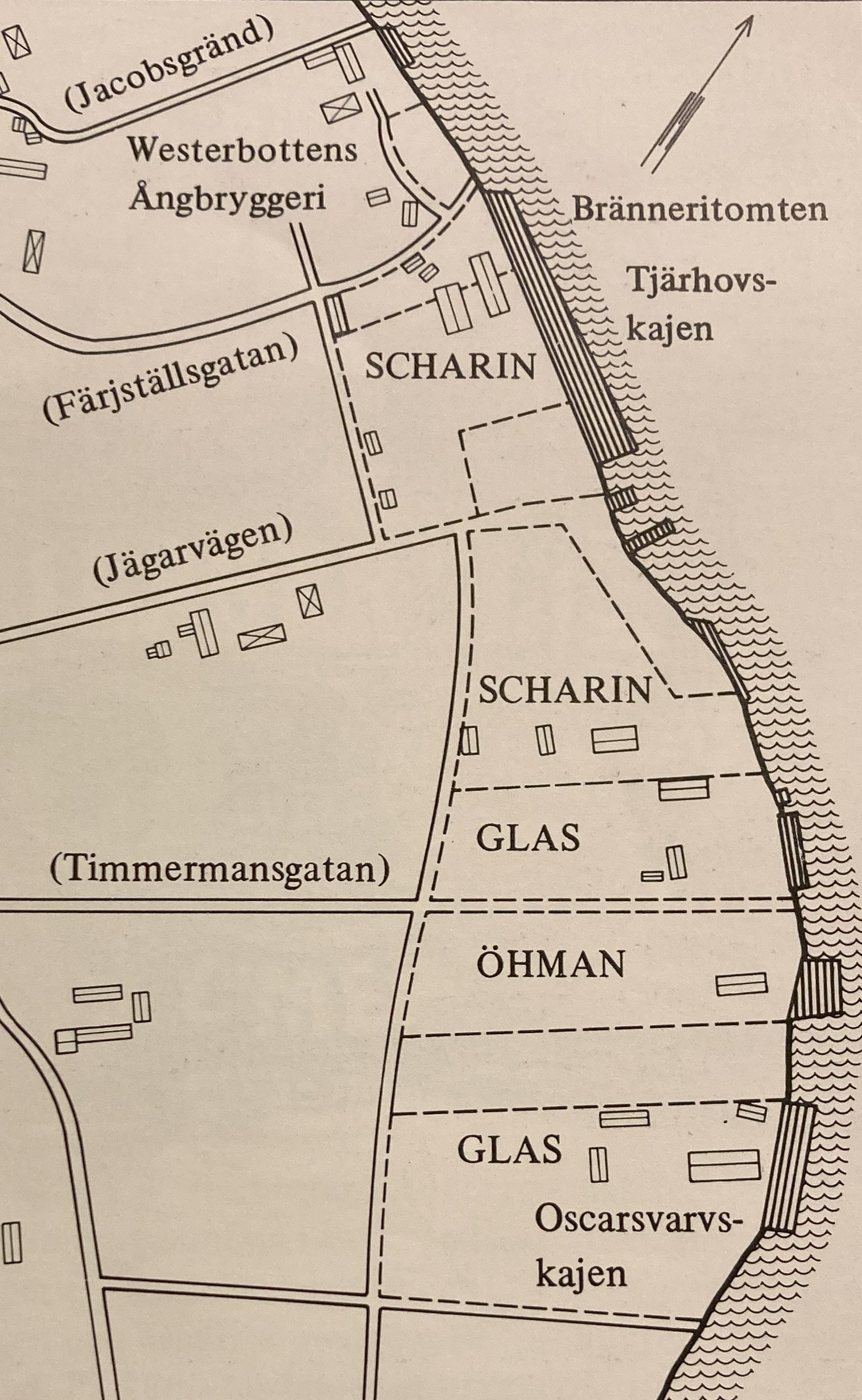
Skeppsvarven på Teg i Umeå, 1870-tal.

Varvsindustrin i Umeå började med att Olof Malmerfeldt bildade ett konsortium av köpmän vid Umeå hamn. Utrikeshandeln började komma igång på 1830-talet; innan dess gick handeln i huvudsak via Stockholm och det var ovanligt med direkthandel. Vid de tre varven – Öhmanska varvet (eller Gammvarvet), Oscarsvarvet (ägt av Lars Peter Glas) och Scharinska varvet – byggdes de flesta av de västerbottniska skeppen. 2–3 skepp sjösattes årligen, och 350 man var anställda vid Umeå handelsflotta år 1865. När verksamheten var som störst, omkring 1875, hade Umeå 53 egna skepp, av vilka 43 gick utrikes.
De tre skeppsvarven låg ursprungligen nedanför stadskyrkan i Umeå, men flyttades i slutet av 1700-talet på grund av sin brandfarlighet till Teg, på motsatta sidan Umeälven. Trots försiktighetsåtgärderna ödelades varven vid stadsbranden 1888 och lades sedan ned.

### Varv i Skellefteå
Ytterviksvarvet och Aldersholms varv låg nära varandra vid Ursviken, Skellefteälvens mynning mot Bottenhavet. Det förra av dessa började sin verksamhet på 1700-talet vid den gamla hamnen som låg där. Aldersholm anlades av Albert Grangren från Skellefteå år 1857 men köptes sedermera upp av Markstedt & Söner som byggde högsjöseglare. På 1900-talet blev varvet ett pråmvarv.
Carlgård skeppsvarv vid Sunnanå i Lejonströms fors ägdes av Johan Sandström från Piteå och var knutet till Johannisfors sågverk. Sista skeppet byggdes 1846. Samma skeppsbyggmästarfamilj ägde Strömsörs skeppsvarv vid Skellefteälven.
Vid Bastuholmens varv vid Kåge byggde Piteås borgare skepp och där reparerades också danska skonare. Söder om Skellefteälven låg Bergsbyns varv som startades av traktens bönder och var verksamt till 1840-talet och hade egen varvssmedja. Sista skeppet byggdes för bonden Erik Lundström från Tuvan. I Åbyälven låg Ava skeppsvarv där sista skeppet, skonaren Hulda, byggdes 1892. Byskevarvet låg i dess närhet, där brukspatron Erik Lindemark byggde sina skepp. På 1840-talet byggde lagman Kjellerstedt skepp vid Kjellerstedtska varvet i Gladaviken, Lövånger.
Seth Franzén satte igång skeppsindustrin i Skellefteå sedan han startat sågverk där.

### Varv i mellersta Västerbotten
Häggströmska handelshusets varv låg i Dalkarlså och Englandsskäret, Robertsfors bruk vid Sikeå, och Forssells från Sävar bruk i Skeppsvik. Vid Ratan, Näs och Gumbodaholm byggdes också större skepp.